# کوهی‌آباد (کنارک)
کوهی آباد یک روستا در ایران است که در استان سیستان و بلوچستان واقع شده‌است. کوهی آباد ۱۸ نفر جمعیت دارد.